# Nazionale maschile di calcio di Turks e Caicos
La nazionale di calcio di Turks e Caicos è la rappresentativa calcistica dell'omonimo arcipelago caraibico, posta sotto l'egida della TCIFA ed affiliata a CONCACAF e FIFA.
Si tratta di una selezione recente, in quanto ha disputato la sua prima partita nel 1999; attualmente occupa la 206ª posizione del ranking FIFA.

## Storia
Dopo l'esordio nel 1999, la nazionale di Turks e Caicos ha racimolato soltanto 6 vittorie. Le sconfitte complessive in incontri ufficiali sono 27 e le reti subite 145 (in media più di 5 gol a partita). La posizione più alta della graduatoria FIFA è stata la 158ª piazza raggiunta nel febbraio 2008.

## Partecipazioni ai tornei internazionali
Legenda: Grassetto: Risultato migliore, Corsivo: Mancate partecipazioni

### Coppa dei Caraibi
La nazionale di Turks e Caicos non ha mai partecipato alla fase finale della Coppa dei Caraibi, nonostante abbia tentato la via delle qualificazioni in tre occasioni.

## Statistiche dettagliate sui tornei internazionali

### Mondiali
| Anno | Luogo                          | Piazzamento     | V | N | P | Gol |
| ---- | ------------------------------ | --------------- | - | - | - | --- |
| 2002 | Giappone / Corea del Sud       | Non qualificata | - | - | - | -   |
| 2006 | Germania                       | Non qualificata | - | - | - | -   |
| 2010 | Sudafrica                      | Non qualificata | - | - | - | -   |
| 2014 | Brasile                        | Non qualificata | - | - | - | -   |
| 2018 | Russia                         | Non qualificata | - | - | - | -   |
| 2022 | Qatar                          | Non qualificata | - | - | - | -   |
| 2026 | Canada / Stati Uniti / Messico | Non qualificata | - | - | - | -   |

### Campionato CONCACAF/Gold Cup
| Anno | Luogo                               | Piazzamento                         | V | N | P | Gol |
| ---- | ----------------------------------- | ----------------------------------- | - | - | - | --- |
| 2000 | Stati Uniti                         | Non qualificata                     | - | - | - | -   |
| 2002 | Stati Uniti                         | Non partecipante                    | - | - | - | -   |
| 2003 | Stati Uniti / Messico               | Non partecipante                    | - | - | - | -   |
| 2005 | Stati Uniti                         | Ritirata prima delle qualificazioni | - | - | - | -   |
| 2007 | Stati Uniti                         | Non qualificata                     | - | - | - | -   |
| 2009 | Stati Uniti                         | Non partecipante                    | - | - | - | -   |
| 2011 | Stati Uniti                         | Non partecipante                    | - | - | - | -   |
| 2013 | Stati Uniti                         | Non partecipante                    | - | - | - | -   |
| 2015 | Stati Uniti / Canada                | Non qualificata                     | - | - | - | -   |
| 2017 | Stati Uniti                         | Non partecipante                    | - | - | - | -   |
| 2019 | Stati Uniti / Costa Rica / Giamaica | Non qualificata                     | - | - | - | -   |
| 2021 | Stati Uniti                         | Non qualificata                     | - | - | - | -   |
| 2023 | Stati Uniti / Canada                | Non qualificata                     | - | - | - | -   |

### Olimpiadi
- Nota bene: a differenza di altri Territori d'oltremare britannici (quali Bermuda o le Isole Cayman), Turks e Caicos non ha mai partecipato ai Giochi olimpici.

### Confederations Cup
| Anno | Luogo                    | Piazzamento     | V | N | P | Gol |
| ---- | ------------------------ | --------------- | - | - | - | --- |
| 1999 | Messico                  | Non qualificata | - | - | - | -   |
| 2001 | Corea del Sud / Giappone | Non qualificata | - | - | - | -   |
| 2003 | Francia                  | Non qualificata | - | - | - | -   |
| 2005 | Germania                 | Non qualificata | - | - | - | -   |
| 2009 | Sudafrica                | Non qualificata | - | - | - | -   |
| 2013 | Brasile                  | Non qualificata | - | - | - | -   |
| 2017 | Russia                   | Non qualificata | - | - | - | -   |

### Coppa dei Caraibi
| Anno | Luogo             | Piazzamento                         | V | N | P | Gol |
| ---- | ----------------- | ----------------------------------- | - | - | - | --- |
| 1999 | Trinidad e Tobago | Non qualificata                     | - | - | - | -   |
| 2001 | Trinidad e Tobago | Non partecipante                    | - | - | - | -   |
| 2005 | Barbados          | Ritirata prima delle qualificazioni | - | - | - | -   |
| 2007 | Trinidad e Tobago | Non qualificata                     | - | - | - | -   |
| 2008 | Giamaica          | Non partecipante                    | - | - | - | -   |
| 2010 | Martinica         | Non partecipante                    | - | - | - | -   |
| 2012 | Antigua e Barbuda | Non partecipante                    | - | - | - | -   |
| 2014 | Giamaica          | Non qualificata                     | - | - | - | -   |
| 2017 | Martinica         | Non partecipante                    | - | - | - | -   |